# جيريمي جراين
جيريمي جراين (بالفرنسية: Jérémy Grain)‏ هو لاعب كرة قدم فرنسي في مركز الهجوم، ولد في 21 أكتوبر 1994 في فيلنوف سور لوت في فرنسا. لعب مع نادي فريجوس ونادي نيور.

## وصلات خارجية
- جيريمي جراين على موقع رابطة كرة القدم الفرنسية للمحترفين (الإنجليزية)
- جيريمي جراين على موقع قاعدة بيانات كرة القدم.إي يو (الإنجليزية)
- جيريمي جراين على موقع Soccerway.com (الإنجليزية)